# João Vicente da Silva

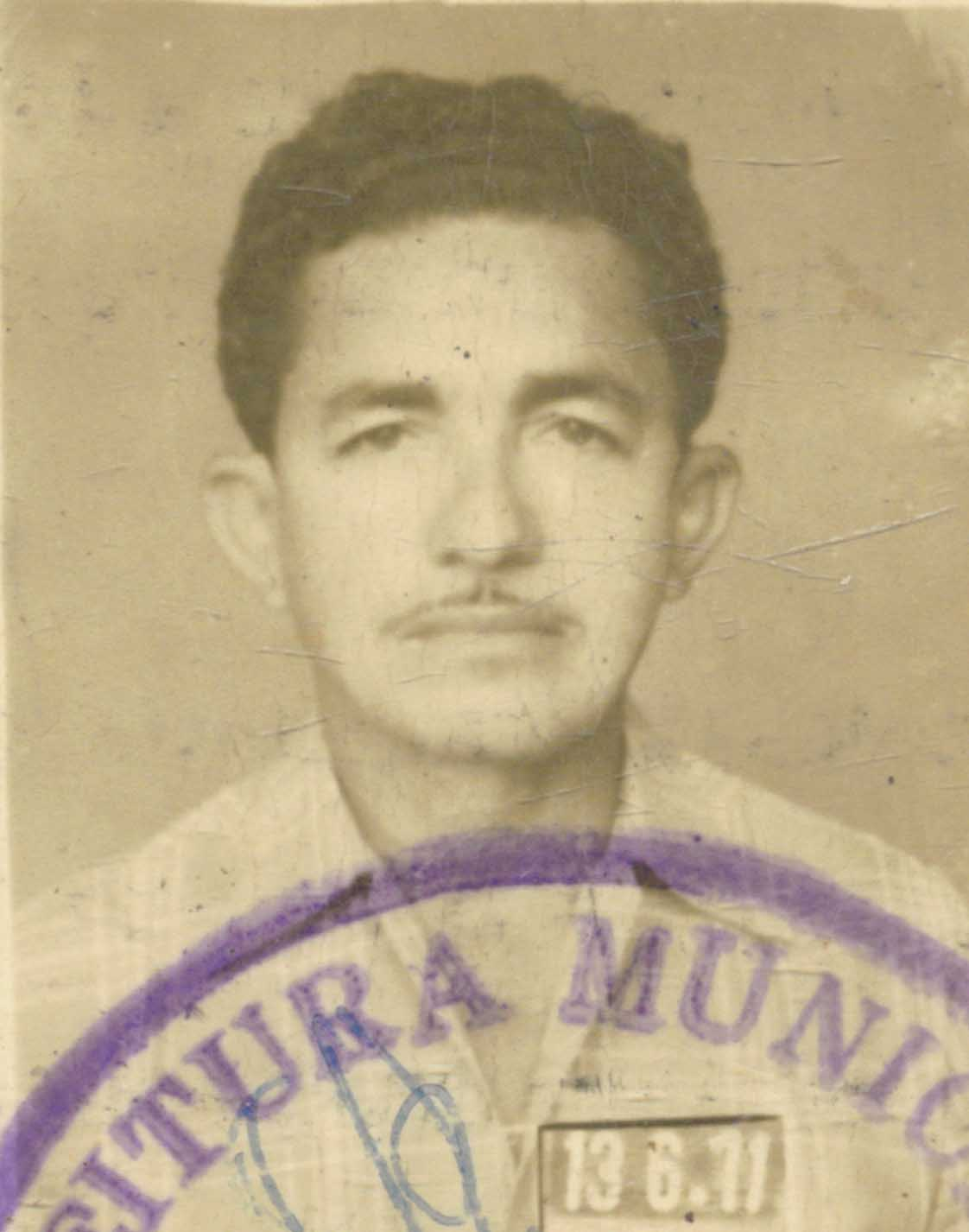
João Vicente em 1971.

João Vicente da Silva (Guarabira, 9 de julho de 1926 - Campo Maior, 5 de julho de 2017) foi um cordelista brasileiro.

## Biografia
Conhecido na literatura de cordel como João Vicente, nasceu em 1926 em Guarabira, Paraíba e escreveu seu primeiro cordel em 1949 e foi logo adquerido pelo ativista cultural e antropólogo Câmara Cascudo que o leu em uma emissora de rádio. Foi telegrafista ferroviário e em 1956 radica-se no tPiauí, em Campo Maior Tem mais de 210 mil exemplares de  folhetos de cordel produzidos. Em 2011 torna-se membro da Academia de Letras do Território dos Carnaubais, no Piauí.

## Obras
Listagem a completar:

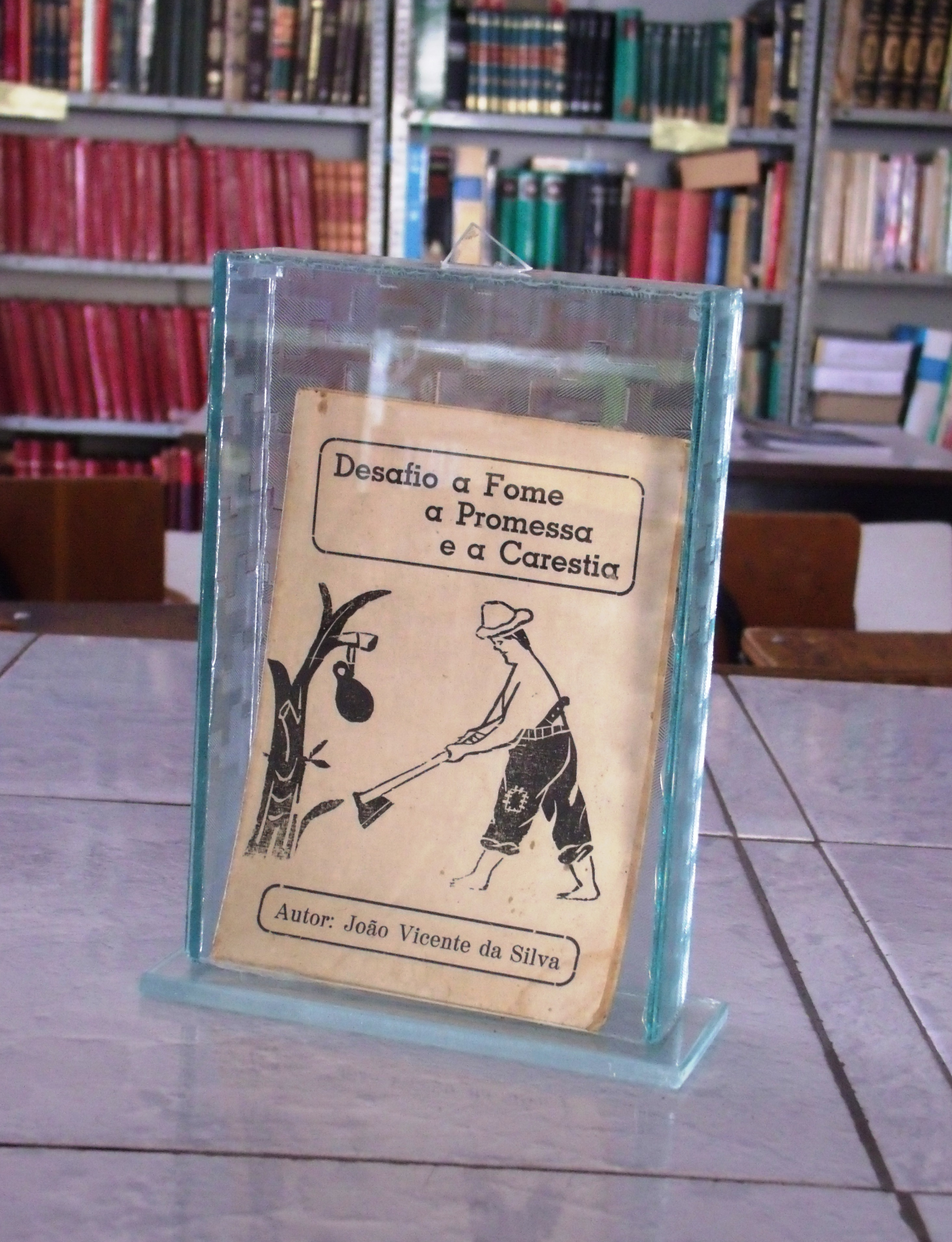
Um dos seus cordeis exposto numa biblioteca pública.

- O bárbaro crime da rua Apodi (1949)
- O fim do mundo está próximo (1955)
- Amor na luta
- O mundo pegando fogo
- O povo nas trevas
- O homem que pregou-se numa palmeira pra zombar da mãe de Deus
- O sacrifício do povo
- O céu ameaça o mundo
- O mundo não presta mais
- A visita do papa em todo Brasil
- Uma visão do inferno
- A morte do Dr. Tancredo Neves e o sentimento do povo brasileiro
- Os sermões do padre Cícero e as abelhas africanas

## Estilo
Há nos cordéis temáticas da cultura popular  e com variantes sociais, por exemplo, essa sextilha sobre reforma agrária: 
| “ | Promeça dá confusão, Já é noticia diária: Jagunços matando gente Da forma mais sanguinária Por que alguns egoístas Não querem a reforma agrária ..... | ” |

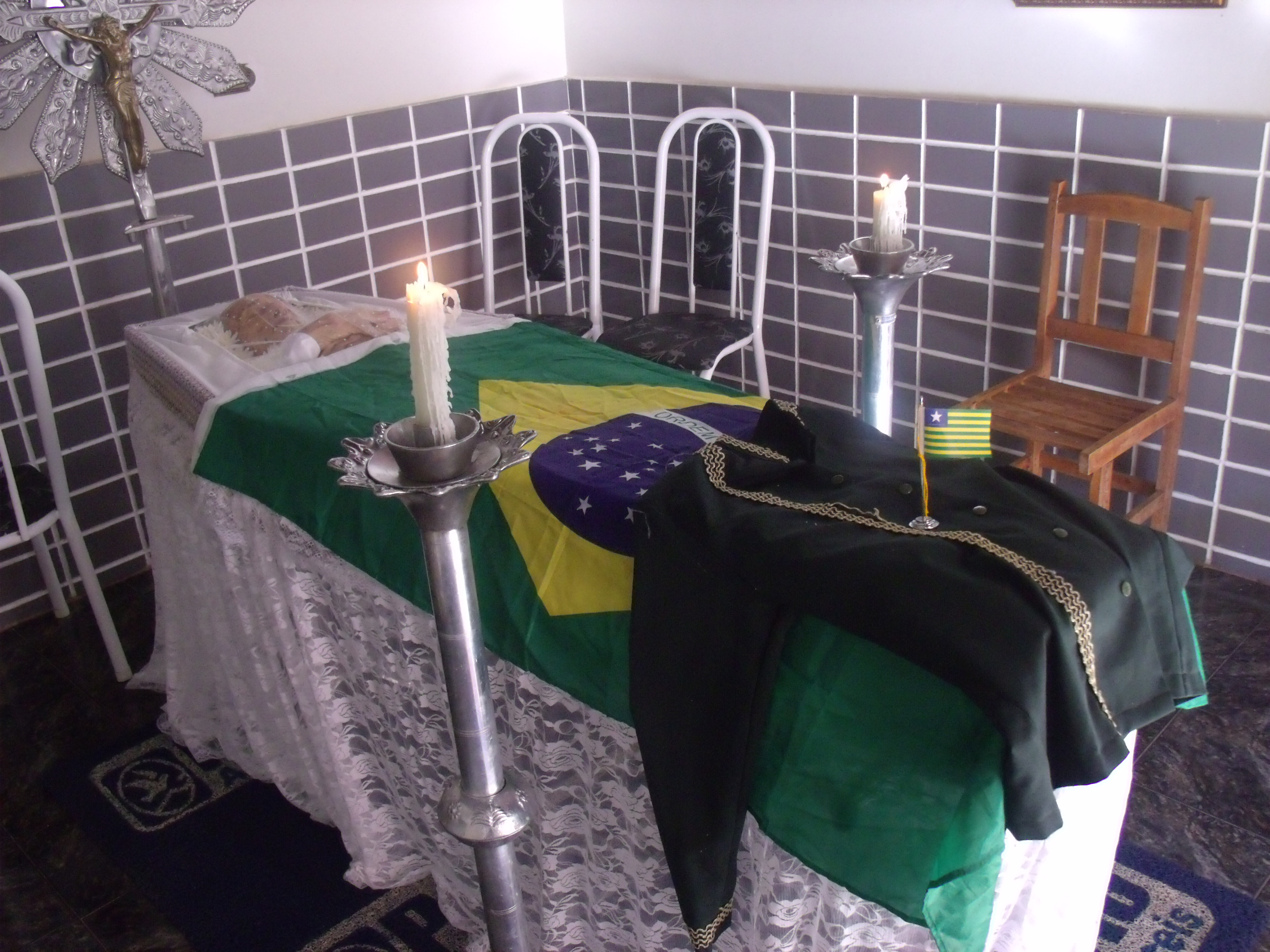
Fotografia velorial.
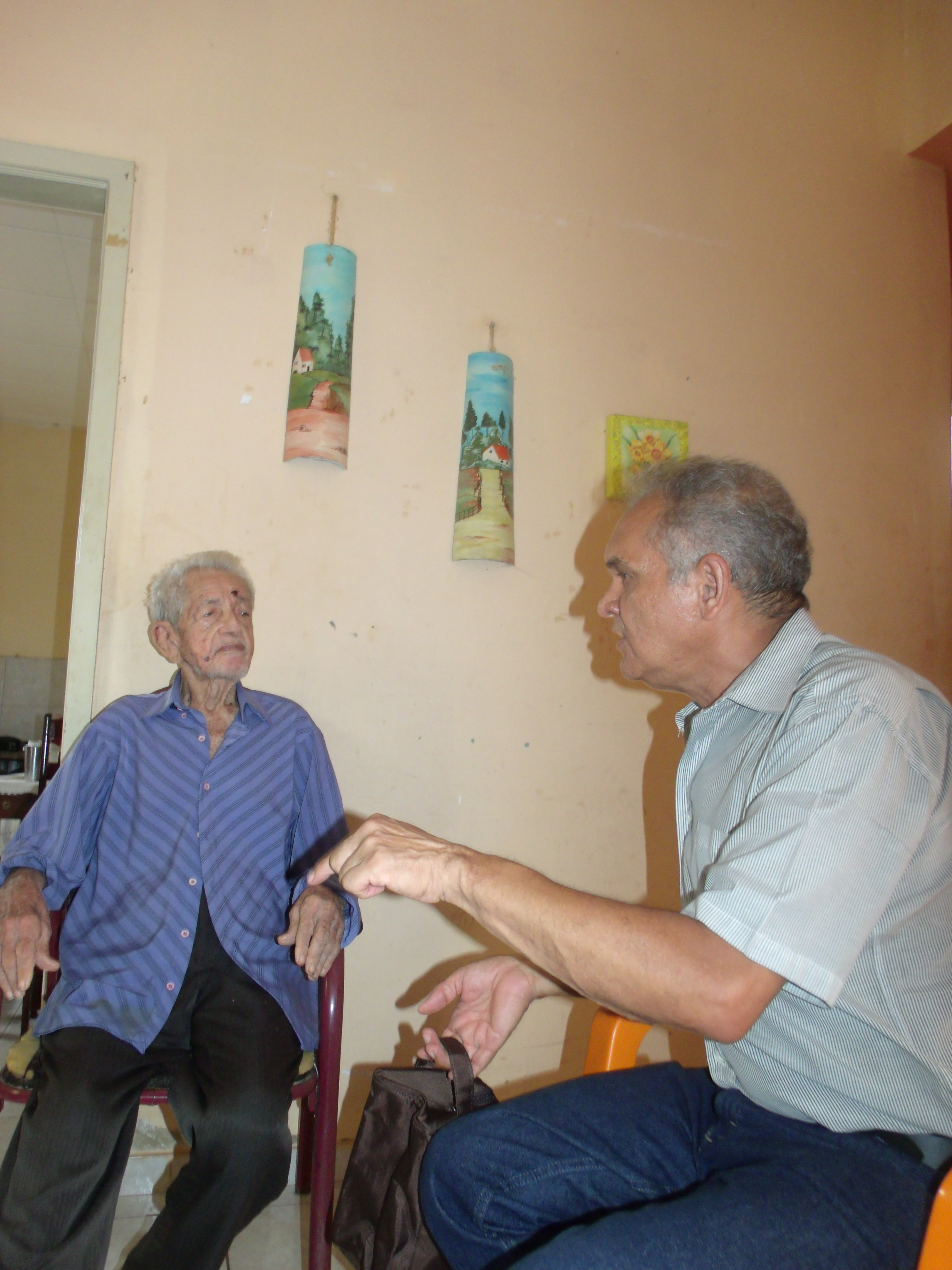
Sendo entrevistado pelo também poeta cordelista Pedro Monteiro